# Wilhelm Oechsli
Wilhelm Oechsli, född 6 oktober 1851, död 26 april 1919, var en scheizisk historiker.
Oechsli var från 1894 professor vid universitet i Zürich. Han har bland annat utgett Die Anfänge der schweizischen Eidgenossenhaft (1891) och Geschichte der Schweiz im 19. Jahrhundert.